# خواكين لوبيز
خواكين لوبيز هو لاعب هوكي الحقل برازيلي، ولد في 12 فبراير 1990.

## وصلات خارجية
- خواكين لوبيز على موقع أوليمبيديا (الإنجليزية)
- خواكين لوبيز على موقع اللجنة الأولمبية البرازيلية (البرتغالية)